# Brèves
Brèves – miejscowość i gmina we Francji, w regionie Burgundia-Franche-Comté, w departamencie Nièvre.
Według danych na rok 1990 gminę zamieszkiwało 286 osób, a gęstość zaludnienia wynosiła 17 osób/km² (wśród 2044 gmin Burgundii Brèves plasuje się na 627. miejscu pod względem liczby ludności, natomiast pod względem powierzchni na miejscu 560.).